# Giuseppe Zaccariello
Giuseppe Zaccariello (Sassuolo, 1930) è un produttore cinematografico e sceneggiatore italiano.

## Biografia
Giuseppe Zaccariello inizia la sua attività imprenditoriale nel settore delle piastrelle ed ebbe l'opportunità di entrare nel contesto produttivo e di iniziare la sua carriera nel cinema alla fine degli anni '60.
Nel 1967 fonda a Sassuolo la casa di produzione Cemofilm. Produsse film come A ciascuno il suo di Elio Petri ed Escalation di Roberto Faenza.
Nel 1969 dirige due lungometraggi con lo pseudonimo Josef Zachar. Successivamente ha utilizzato lo pseudonimo Joseph McLee come sceneggiatore.

## Vita privata
Suo figlio Andrea Zaccariello è un regista e sceneggiatore.

## Filmografia

### Produttore
- A ciascuno il suo, regia di Elio Petri (1967)
- Spara, Gringo, spara, regia di Bruno Corbucci (1968)
- Escalation, regia di Roberto Faenza (1968)
- Eat It, regia di Francesco Casaretti (1968)
- Femina ridens, regia di Piero Schivazappa (1969)
- Crepa padrone, crepa tranquillo, regia di Jacques Deray e Piero Schivazappa (1970)
- La grande scrofa nera, regia di Filippo Ottoni (1971)
- Reazione a catena, regia di Mario Bava (1971)
- La tua presenza nuda! (Diabólica malicia), regia di James Kelley e Andrea Bianchi (1972)
- Il figlioccio del padrino, regia di Mariano Laurenti (1973)
- Di mamma non ce n'è una sola, regia di Alfredo Giannetti (1974)
- Le deportate della sezione speciale SS, regia di Rino di Silvestro (1976)
- Duri a morire, regia di Joe D'Amato (1979)
- È forte un casino!, regia di Alessandro Metz (1982)

### Sceneggiatore
- Femina ridens, regia di Piero Schivazappa (1969)
- Crepa padrone, crepa tranquillo, regia di Jacques Deray e Piero Schivazappa (1970)
- Reazione a catena, regia di Mario Bava (1971)
- Duri a morire, regia di Joe D'Amato (1979)

### Regia
- Alle dame del castello piace molto fare quello (Komm, liebe maid und mache) (1969)
- Desideri voglie pazze di tre insaziabili ragazze (Alle Kätzchen naschen gern) (1969)